# Josep Antoni Blanco Abad
Josep Antoni Blanco Abad (La Llagosta, 15 d'octubre de 1957) fou alcalde de Sant Pere de Ribes pel PSC entre 1991 i 1995, i del 1999 al 2013. Es va iniciar en l'activitat social i política en les associacions de pares i mares de Les Roquetes, a la segona meitat dels anys 80.
El 1989 va ingressar al PSC i el 1991 va concórrer com a cap de llista per a aquest partit a les eleccions municipals, aconseguint la victòria. Com a cap de llista de la força més votada va substituir a Xavier Garriga i Cuadras (UM9), gràcies a l'abstenció d'ERC i CIU, forces amb les quals va mantenir un pacte que no va arribar a la meitat de la legislatura, ja que el període fou molt turbulent.
En les eleccions de 1991, UM9 va empatar en escons amb el PSC però va obtenir la majoria de vots. Josep Antoni Blanco va passar a l'oposició, però l'any 1999 va recuperar l'alcaldia amb majoria absoluta, que va mantenir l'any 2003. En les eleccions de l'any 2007 va perdre la majoria absoluta i va pactar amb Bàrbara Scuderi, regidora d'IC-V-EUA, fet que va provocar una forta ruptura dins de l'organització ecosocialista. Al cap d'uns mesos, va pactar amb Carme Farràs (ERC), després d'una ruptura en l'agrupació local d'aquesta formació que va provocar la substitució de la presidenta local, Àngels Bros. Després de les eleccions de 2011 Josep Antoni Blanco renova com a alcalde de Sant Pere de Ribes, aquest cop sense el suport d'ICV al ple d'investidura, però sí posteriorment a l'hora de formar govern. L'estiu del 2013, la regidora d'ICV abandona el govern. El 12 de setembre de 2013 Josep Antoni Blanco anuncia la seva dimissió com a alcalde de Sant Pere de Ribes després de 18 anys i Abigail Garrido assumeix l'alcaldia en funcions. El 20 de setembre de 2013, Anna Gabaldà Felipe surt escollida com a alcaldessa amb els vots d'UM9-CUP, CiU-ViA i ICV.
Ha estat diputat provincial per la província de Barcelona entre 1995 i 1999 i entre el 2003 i el 2011 fou president del Consell Comarcal del Garraf.